# Hilliers Harbour
Hilliers Harbour is een kleine natuurlijke haven in de Canadese provincie Newfoundland en Labrador. De zee-inham ligt in het uiterste noorden van het eiland Newfoundland.

## Geografie
Hilliers Harbour ligt aan de oostkust van het Great Northern Peninsula, in het uiterste noorden van Newfoundland. De baai bevindt zich in het afgelegen noordoostelijke deel van het grondgebied van de gemeente Englee. De inham gaat ongeveer een kilometer ver landinwaarts en is ongeveer een halve kilometer breed.
Aan de oevers van Hilliers Harbour ligt de zeer kleine en niet-permanent bewoonde nederzetting Robert. Deze is behalve via het water enkel bereikbaar via een bijna 10 km lange wandelroute die vertrekt vanuit het dorp Englee.